# Needamangalam
Needamangalam là một thị xã panchayat của quận Thiruvarur thuộc bang Tamil Nadu, Ấn Độ.

## Nhân khẩu
Theo điều tra dân số năm 2001 của Ấn Độ, Needamangalam có dân số 8725 người. Phái nam chiếm 50% tổng số dân và phái nữ chiếm 50%. Needamangalam có tỷ lệ 78% biết đọc biết viết, cao hơn tỷ lệ trung bình toàn quốc là 59,5%: tỷ lệ cho phái nam là 83%, và tỷ lệ cho phái nữ là 72%. Tại Needamangalam, 10% dân số nhỏ hơn 6 tuổi.